# Société de l'assurance automobile du Québec
La Société de l'assurance automobile du Québec (SAAQ) est une société d'État qui a comme mandat d'immatriculer les véhicules, de délivrer les permis de conduire et d'assurer pour dommages corporels tous les conducteurs, passagers, motocyclistes et piétons et cyclistes au Québec, peu importe s'ils sont responsables ou non d'un accident sur le réseau routier public. Les dommages aux biens sont assurés par le secteur privé. Elle relève du Ministère des Transports et de la Mobilité durable. De 1978, date de sa création, au 22 juin 1990, elle était appelée la Régie de l'assurance automobile du Québec (RAAQ).

## Missions
Rôles hérités du Bureau des véhicules automobiles, lui-même intégré à la Régie en 1980, la SAAQ a le mandat d'émettre, de renouveler ou de suspendre les permis de conduire et les plaques d'immatriculation des véhicules routiers québécois.
Elle a aussi pour objectif de prévenir les accidents routiers par le biais, notamment, de campagnes publicitaires dans les médias et dans les institutions d'enseignement ainsi que de partenariats avec les corps policiers. La SAAQ est partenaire de l'Opération Nez rouge depuis 1985.

### Sécurité routière
L'automobile est l'un des moyens de transport le plus utilisé au monde, et se classe en deuxième position juste après l'avion qui est quant à lui, le premier moyen de transport le plus utilisé au monde[réf. nécessaire]. Il est important de constater que le taux d'accidents de la route est supérieur à celui des accidents aériens. Dans la province de Québec, on chiffre à 351 le nombre de personnes qui ont perdu la vie sur les routes au cours de l'année 2016. Ce chiffre, comparé à l'année 2015, représente une baisse de 3 %, soit onze personnes. La sécurité routière est un enjeu important qui concerne non seulement les conducteurs, mais aussi les cyclistes et les piétons. C'est pourquoi le gouvernement et les provinces sont amenés à prendre des mesures de sécurité pour automobilistes, veiller à ce que les lois soient respectées, pour ainsi voir réduit le nombre de décès et inciter les conducteurs à avoir un comportement responsable au volant[réf. nécessaire].
Au Québec, l'automobile est le moyen de transport le plus prisé des Québécois, car il reste largement plus économique que le train ou l'autobus. D'après une étude menée par la santé publique du Québec, le moyen de transport le plus utilisé dans la province est l'automobile. En guise d'exemple, 91,3 % des travailleurs de la ville de Saguenay utilisent leurs véhicules pour se rendre au travail alors que seul 2,3 % utilisent les transports en commun. Depuis un certain moment[Quand ?], le nombre de victimes sur les routes ne cesse de croître et pour y remédier, tout un dispositif s'est vu mis en place pour opérer un changement radical sur les routes par la SAAQ, mais aussi bien le ministère des Transports.
Au Québec, le nombre de dommages corporels sur une année est de 45 tués par millions d'habitant et de 3311 blessés par millions d'habitants en 2022. Le nombre de tués par millions d'habitant est plus élevé qu'en Ontario, sensiblement plus faible qu'en France, mais plus élevé qu'en Espagne.
Rapporté au nombre de milliards de véhicules kilomètres parcourus, 4,7 personnes sont tuées par milliard de véhicules kilomètres parcourus,	345,4 personnes sont blessées par milliard de véhicules kilomètres parcourus. Certaines provinces du Canada sont plus petites que d'autres, ainsi, mes données basées sur les taux dans les petites juridictions présentent un niveau de fluctuation élevé en raison de la petite taille de leur échantillon, et inversement pour les plus grandes provinces.
Les principales causes des accidents de la route sont causées par :
- l'alcool au volant ;
- la fatigue ;
- le non-respect du code de la route (excès de vitesse) ;
- l'usage du cellulaire ;
- la conduite sous l'emprise de stupéfiants ;
- le non port de la ceinture de sécurité.

Les conditions météorologiques peuvent aussi avoir des conséquences dramatiques, d'autant plus qu'au Québec, l'hiver est la saison la plus difficile. En mars 2017, une tempête de neige a touché la province et bloqué l'autoroute 13 et des centaines de personnes se sont retrouvées prises au piège causant plusieurs blessés et morts.
Pour lutter contre les comportements à risques, le gouvernement agit par le biais des médias, notamment grâce à des campagnes de sensibilisation avec la coopération d'organismes comme Opération Nez rouge qui est un organisme qui a pour mission de valoriser les bons comportements concernant la sécurité routière. Les jeunes automobilistes sont souvent ceux qui sont impliqués dans les accidents mortels, notamment dus à l'imprudence. De ce fait, afin de les sensibiliser, l'usage des médias sociaux (Twitter, Facebook) est une solution pour diffuser un message à grande échelle (spots publicitaires). Les installations de photos-radars permet d'abaisser les limitations de vitesse, pour éviter au maximum les accidents de la circulation. Ces photos-radars ont une influence directe sur les comportements des conducteurs qui vont par la suite adopter une conduite sécuritaire. D'autres moyens sont employés comme la présence de patrouille policière pour en quelque sorte dissuader et sanctionner les comportements qui sont dangereux avec l'implantation de secteurs limités à 30 km/h.
Régulièrement, des bilans routiers sont établis pour constater si les mesures qui ont été prises ont été appliquées ou s'il faut avoir recours à d'autres mesures. Toutefois, des améliorations sont à constater concernant le nombre de blessés et de décès sur les routes.

### Administration du régime d'assurance automobile
Le régime public d'assurance automobile, mis en place par la ministre des Consommateurs, Coopératives et Institutions financières Lise Payette en 1978, prend en charge l'indemnisation des victimes québécoises d'accidents de la route, les indemnisations de décès et le rapatriement des accidentés québécois à l'étranger. Il est financé par une contribution annuelle de chaque conducteur québécois en regard des classes de permis possédées et des points d'inaptitude accumulés au dossier de conduite. Depuis 2004, la SAAQ est fiduciaire du Fonds d'assurance automobile du Québec. Chaque année, elle encaisse près de un milliard de dollars en contributions d'assurance et répond aux demandes d'indemnisation pour un montant équivalent.
Les Québécois sont tenus d'adhérer à une assurance privée qui couvre les dommages matériels causés à autrui à hauteur de 50 000 dollars. Toutefois, plus de 99 % des assurés le sont pour au moins un million de dollars. Le contrat des assureurs privés est standardisé et mis à jour de temps à autre par l'Autorité des marchés financiers.
Les accidents au Québec qui donnent lieu à une indemnisation par le Fonds ne peuvent mener à des poursuites judiciaires. Les indemnisations, non imposables et non saisissables, sont indexées au coût de la vie.
Si un conducteur étranger a un accident au Québec, il est indemnisé au même titre qu'un résident du Québec si la voiture qu'il conduisait est immatriculée au Québec. Dans le cas contraire, il est indemnisé de façon inversement proportionnelle à sa part de responsabilité dans l'accident. En 1994, la Cour suprême du Canada a statué qu'un conducteur ontarien ne pouvait, en vertu de l'immunité de poursuite prescrite par la loi québécoise sur l'assurance automobile, poursuivre un autre Ontarien concernant un accident survenu en sol québécois.
Les indemnisations pour des accidents survenus au travail sont versées par la Commission des normes, de l'équité, de la santé et de la sécurité du travail (CNESST), en cas de refus de cette dernière, la SAAQ les versera.

## Historique

### Régie de l'assurance automobile du Québec (1978-1990)
La Régie de l'assurance automobile du Québec (RAAQ) est instaurée en même temps que le régime en 1978. À ce moment elle est administrée par le ministère des Consommateurs, Coopératives et Institutions financières.
En 1980 la Régie est fusionnée avec le Bureau des véhicules automobiles et conserve son nom. Sa gestion est transférée au ministère des Transports.

### Société de l'assurance automobile du Québec (depuis 1990)
En 1990, la RAAQ est réformée et devient la Société de l'assurance automobile du Québec (SAAQ). À cette occasion le gouvernement puise 625 millions de dollars sur 5 ans dans les excédents accumulés de la Société pour financer des programmes de travaux routiers. Cette pratique se répète lors du budget du Québec de 1992 lorsque le ministre des Finances décide de puiser 275 millions additionnels dans les excédents générés par la SAAQ, déclenchant une polémique et causant la démission d'un des membres de son conseil d'administration. La décision du gouvernement fait aussi l'objet d'un recours collectif, les demandeurs alléguant que les ponctions du gouvernement sont illégales, les fonds de la SAAQ étant constitués de primes d'assurances et non d'impôts.
Depuis le 1er janvier 1992, la SAAQ est chargée de percevoir la contribution des automobilistes au transport en commun au moment de l'immatriculation de véhicules domicilié sur un territoire desservi par un service de transport en commun,. La contribution, permise par la réforme Ryan, est fixée à 30 $, montant qui était en 2024 inchangé depuis son instauration.

#### Permis de conduire Plus (2009-2014)
En 2009, le Québec était la première province canadienne à introduire le permis de conduire Plus, un nouveau type de permis de conduire que les résidents du Québec pouvaient aussi utiliser au lieu d'un passeport comme pièce d'identification pour entrer aux États-Unis par voie terrestre ou maritime. La carte devait être activée avant de traverser la frontière américaine. Le titulaire devait être un citoyen canadien résidant au Québec et titulaire d'un permis de conduire ou permis probatoire (la permission parentale était obligatoire si le candidat avait moins de 18 ans). Étant donné le faible taux d'adhésion, la SAAQ a cessé de délivrer ce type de permis le 1er octobre 2014.

#### Lancement de la plateforme numérique SAAQclic (2023)
Le 20 février 2023, le gouvernement du Québec lance la plateforme numérique SAAQclic, qui donne aux citoyens un accès en ligne aux services de la SAAQ via le service d'authentification gouvernementale. Les services étaient jusqu'alors uniquement offerts en succursale ou par la poste.
Le déploiement de cette plateforme connait des ratées et engendre des attentes supplémentaires dans la prestation de services, au point d'empêcher certains citoyens de renouveler leurs permis de conduire et leurs certificats d'immatriculation dans les temps.
Selon le Syndicat de la fonction publique et parapublique du Québec, la pénurie de main-d'œuvre et la précipitation des gestionnaires à déployer le système, malgré son rodage insuffisant et la formation inadéquate des employés, expliqueraient l'essentiel de la crise. L'hétérogénéité et la quantité appréciable de systèmes informatiques à remplacer en plus de la quantité massive de données à transférer auraient aussi complexifié la transition. De plus, la difficulté de nombreux citoyens à utiliser le nouveau Service d'authentification gouvernementale, qui nécessitait des documents fiscaux dont ils ne disposaient pas, a aussi entravé l'accès au service numérique.
En date du 18 mars 2025, Le gouvernement Legault a désigné le juge Denis Gallant pour diriger la Commission d’enquête sur la gestion de la modernisation des systèmes informatiques de la Société de l’assurance automobile du Québec (SAAQ). Initialement budgété à 638 millions en 2017, le projet atteindra au moins 1,1 milliard d’ici 2027, une hausse de 462 millions. 

#### Panne majeure en mai 2025
Le 7 mai 2025, une panne informatique paralyse l'ensemble des services numériques et en personne de la SAAQ, y compris la plateforme SAAQclic, les examens de conduite, la délivrance de permis, les certificats d'immatriculation ainsi que certains outils utilisés par les contrôleurs routiers. Cette interruption, amorcée la veille en après-midi, affecte l'ensemble du territoire québécois et provoque la fermeture de nombreux centres de services le lendemain. Certains services, notamment ceux utilisés par les corps policiers, sont progressivement rétablis au cours de la journée du 8 mai.
Initialement, le ministre de la Cybersécurité et du Numérique, Gilles Bélanger, évoque une « action » posée par Microsoft sur un serveur comme étant à l'origine de la panne. Toutefois, la SAAQ précise par la suite que l'événement découle plutôt d’une intervention de ses propres employés visant à stabiliser un serveur de son parc Azure, une opération encadrée par Microsoft en mode de partage d'écran,. Cette opération, classée comme sans impact, aurait néanmoins entraîné une panne généralisée de plus de 40 heures.
Certains professionnels soulignent alors des lacunes dans l’architecture des systèmes informatiques de la société d'État, notamment l’absence de mécanismes de redondance fonctionnelle suffisants malgré la présence de serveurs de relève à Montréal. 
Le 9 mai, la SAAQ annonce avoir confié à une firme externe le mandat de réaliser un audit indépendant afin de faire la lumière sur les causes exactes de l'incident. L'organisme justifie cette démarche par la volonté de prioriser le rétablissement des services avant d'amorcer l'analyse complète des événements. Cette panne survient alors que se poursuit la Commission d'enquête sur la gestion de la modernisation des systèmes informatiques de la SAAQ. Selon le Vérificateur général du Québec, le projet SAAQclic, initialement budgété à 638 millions de dollars en 2017, pourrait atteindre un coût total de 1,1 milliard d'ici 2027.

### Identité visuelle (logotype)
Lors de sa création, la SAAQ est explicitement exclue du programme d'identification visuelle du gouvernement du Québec et est dotée d'un logo distinctif afin d'avoir une « image institutionnelle forte et distincte ». L'exclusion est abandonnée en 1999 quand le gouvernement du Québec change son image visuelle. Depuis cette date la SAAQ est soumise au Décret sur l'identification visuelle du gouvernement du Québec et sa signature gouvernementale et son logo est identique aux autres entités gouvernementales québécoises.

Logo de la SAAQ de 1991 à juin 1999.
Logo de la SAAQ de juin 1999 à juin 2001.
Logo de la SAAQ depuis juin 2001.

## Installations

### Siège social
Le siège social de la SAAQ est situé à Québec, dans la basse-ville (quartier Vieux-Québec–Cap-Blanc–colline Parlementaire). Il est situé derrière la Gare du Palais et incorpore un terminus d'autobus. La construction de l'édifice, comprenant 3 tours à l'origine, fut complétée en 1991. Une quatrième tour a été ajoutée lors d'un agrandissement en 2011.

### Points de service
La SAAQ dispose de dix points de service à travers tout le Québec, dans les localités suivantes :
- Québec
- Montréal
- Laval
- Sherbrooke
- Saint-Jérôme
- Henri Bourassa
- Gatineau
- Langelier
- Drumondville
- Joliette
- Valleyfield